# المنصورة (حماة)
المنصورة قرية سورية تتبع ناحية الزيارة في منطقة السقيلبية في شمال غربي محافظة حماة. بلغ عدد سكانها 770 نسمة في عام 2004 حسب إحصاء المكتب المركزي للإحصاء.

## التاريخ
في 25 أكتوبر عام 2015، وثَّق المرصد السوري لحقوق الإنسان مقتل ما لا يقل عن 19 عنصرًا من قوات الأسد ومليشياته، بينهم أجانب، خلال اشتباكات عنيفة اندلعت في محيط الصوامع الواقعة قرب المنصورة، وذلك إثر مواجهات مع الفصائل الثورية. وأسفرت المعارك عن مصرع 16 مقاتلاً من الثوار، بينهم مقاتلين أجانب. وترافقت الاشتباكات مع قصف جوي مكثف على المنطقة، إلى جانب قصف مدفعي عنيف شنته قوات الأسد استهدف مواقع الفصائل.

## وصلات خارجية
- الوحدات الإدارية في محافظة حماة